# رونالدو (لاعب كرة قدم مواليد 1962)
رونالدو هو لاعب كرة قدم برازيلي في مركز الوسط، ولد في 14 مارس 1962 في البرازيل. شارك مع منتخب البرازيل تحت 20 سنة لكرة القدم. أما مع النوادي، فقد لعب مع أولسان هيونداي ونادي فلامنغو.

## وصلات خارجية
- رونالدو (لاعب كرة قدم مواليد 1962) على موقع الاتحاد الدولي (مؤرشف)  (الإنجليزية)
- رونالدو (لاعب كرة قدم مواليد 1962) على موقع دوري كوريا الجنوبية (الإنجليزية)
- رونالدو (لاعب كرة قدم مواليد 1962) على موقع قاعدة بيانات كرة القدم.إي يو (الإنجليزية)